# Montserrat
Montserrat ist eine Insel in der Karibik, die zu den Kleinen Antillen gehört. Als Teil der British West Indies gehört sie zu den Britischen Überseegebieten des Vereinigten Königreichs. Mehr als die Hälfte ihrer Fläche ist aufgrund vulkanischer Aktivität unbewohntes Sperrgebiet.

## Landesname
Die Kariben nannten die Insel Alliouagana (Land des Dornenbusches). Christoph Kolumbus, dessen Expedition die Insel 1493 auf seiner zweiten Reise nach Amerika sichtete, benannte sie nach dem Kloster Montserrat in Katalonien (Spanien). Montserrat bedeutet auf Katalanisch so viel wie „gesägter Berg“.

## Territorium
Montserrat liegt bei 16° 45′ N, 62° 12′ W in der östlichen Karibik (früher auch Westindien genannt) und ist Teil der Inselkette der kleinen Antillen, darin der Untergruppe Inseln über dem Winde, darin der nördlichen Untergruppe der Leeward Islands. Nördlich schließen St. Kitts und Nevis und Antigua und Barbuda an, südlich Dominica und Guadeloupe. Montserrat ist etwa 16 km lang, 11 km breit und hat eine Fläche von 102 km² sowie eine Küstenlänge von 49 km. Ihre maritime ausschließliche Wirtschaftszone (200-Meilen-Zone) umfasst 7.582 km². Ihr höchster Punkt ist der Gipfel des Soufrière-Hills-Vulkans, der aufgrund laufender vulkanischer Aktivität in unregelmäßigen Abständen seine Höhe ändert, 2015 betrug diese 1050 m.
Rund 290 m vor der Nordküste liegt die winzige (weniger als 1000 Quadratmeter messende) Felseninsel Little Redonda (nicht zu verwechseln mit der etwa 21 Kilometer nordwestlich gelegenen, zu Antigua und Barbuda gehörenden Insel Redonda).

## Physische Geographie

### Geologie und Geomorphologie
Als Vulkaninsel besteht sie im Wesentlichen aus drei vulkanischen Massiven: den Silver Hills im Norden, den Centre Hills in der Mitte und den Soufrière Hills im Süden. Die vulkanischen Komplexe werden von Norden nach Süden jünger. So waren die Silver Hills vor 2,6 bis 1,2 Millionen Jahren aktiv, die Centre Hills vor 950.000 bis 450.000 Jahren und der noch aktive Soufrière-Hills-Vulkan entstand vor etwa 175.000 Jahren. Die Reste der alten vulkanischen Zentren Silver Hills und Centre Hills prägen noch als bis zu 741 Meter (Katy Hill) hohe und steile Hügel das innere Landschaftsbild der Insel. Die Flanken der alten vulkanischen Dome sind von weichen vulkanischen Sedimentablagerungen bedeckt (Asche, Tuffe, Bims, Ablagerungen von Schutt- und Schlammströmen).
Die zwei vulkanischen Massive Centre Hills und Soufrière Hills sind durch das Belham Valley getrennt. Das Belham Valley ist das Oberflächenabbild einer in Nordwest-Südost-Richtung verlaufenden Störung, die submarin in die Richtungen Guadeloupe und Redonda ihre Fortsetzungen findet. Über das Belham Valley wird zudem ein Großteil des ablaufenden Regenwassers von den Bergen ins Meer geleitet. Seit Beginn der letzten Eruption des Soufrière Hills Volcano im Jahr 1995 wurde das Belham Valley mit mehr als 12 Metern Sediment von Laharen und pyroklastischen Strömen aufgefüllt.

### Der Vulkan Soufrière Hills
Geowissenschaftler datieren die letzte Eruption auf Montserrat auf das 16. Jahrhundert, folglich auf vor der Besiedlung der Insel durch Europäer. Die erste historisch dokumentierte Eruption ist somit gleichzeitig auch die jüngste Aktivitätsphase der Insel: nach 370-jähriger Pause kündigten Erdbebenschwärme ab 1992 den bevorstehenden Ausbruch des Soufrière-Hills-Vulkans an. Seit 1995 ist der Vulkan aktiv und hat im Laufe der Eruption einen großen Teil der Insel inklusive der Hauptstadt Plymouth verwüstet. Die Aktivität des Vulkans erfolgte zunächst nach einem zyklischen Muster von zwei- bis dreijährigen Phasen hoher Eruptionsaktivität (vulkanianische Eruptionen, pyroklastische Ströme und Aufbau eines Lavadoms) im Wechsel mit drei- bis vierjährigen Perioden von vulkanischer Inaktivität an der Oberfläche, aber anhaltender Bodendeformation durch erneuten Druckaufbau im Erdinneren. Ein partieller Domkollaps im Jahr 2010 markiert die letzte eruptive Aktivität (Stand Juni 2020). Geodätische Messungen zeugen aber von weiterer Druckzunahme in den Magmakammern.
Aufgrund des Vulkanausbruchs sind zwei Drittel der Insel und ein Umkreis von zehn Seemeilen um den südlichen Teil der Insel als Sperrgebiet ausgewiesen. Ein Befahren der Küstengewässer ist riskant, da keine aktuellen Seekarten vorliegen. Wenn es die vulkanische Aktivität zulässt, werden Führungen in das Sperrgebiet der Insel angeboten. Weitere Informationen über den Vulkan, dessen Überwachung und die aktuelle Gefahrenlage können beim Montserrat Volcano Observatory (MVO) eingeholt werden (Besichtigung möglich).

### Klima und Vegetation
In Montserrat herrscht tropisches Klima mit Temperaturen zwischen 23 und 30 °C. Niederschlag fällt während des ganzen Jahres, welches sich jedoch in Regenzeit (Juli–November) und Trockenperiode (Februar–April) untergliedert. 70 Prozent der jährlichen Grundwassererneuerung findet im Zeitraum zwischen Juli und Dezember statt. Die Westseite der Insel und die Centre Hills haben ein regenreiches Mikroklima und daher üppigen tropischen Regenwald. Im Gegensatz dazu sind die nördlichen Silver Hills und die Ostküste der Insel von einem ariden Mikroklima geprägt und mehrheitlich von trockenen Dornenbüschen bewachsen.

### Fauna

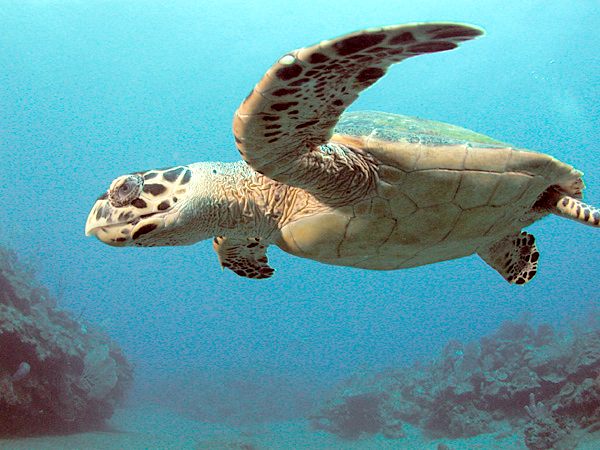
Echte Karettschildkröte

Es wurden drei Amphibienarten beschrieben (allesamt Frosch-Arten), sowie 15 Reptilienarten, darunter Schildkröten, Eidechsen und Iguanas. Viele sind vom Aussterben bedroht.

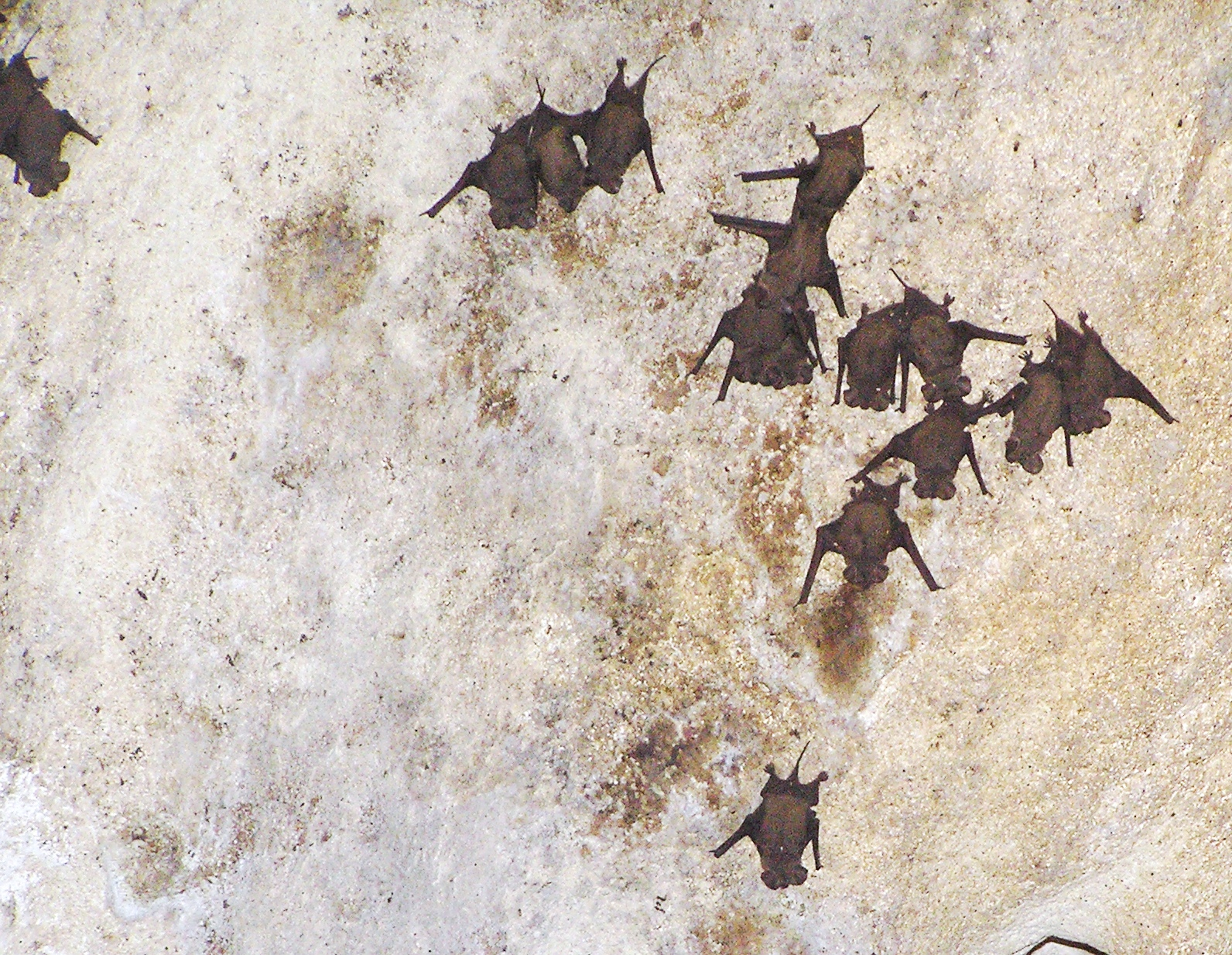
Mexikanische Bulldoggfledermaus

Zahlreiche Säugetierarten wurden dokumentiert, darunter Wale und Delfine; etwa 20 % der Säugetiere machen die Fledermäuse aus.

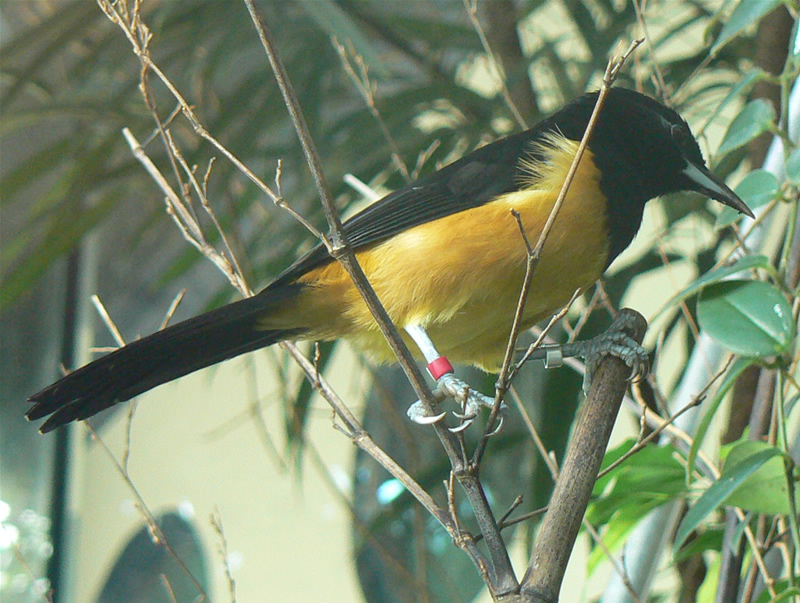
Montserrattrupial, der Nationalvogel der Insel

132 Vogelarten wurden beobachtet, darunter der Nationalvogel Montserrattrupial (Stand Januar 2024).

## Bevölkerung

### Demografie
Montserrat hat 4649 Einwohner (Stand 2018). Zur Zeit des Zensus 2011 war Look Out mit 670 Einwohnern die größte Ansiedlung.
| Jahr        | 1921   | 1946      | 1960    | 1970    | 1980    | 1991    | 1998     | 2001    | 2005  | 2008     | 2011    | 2023     |
| Datum       |        | 9. Apr.   | 7. Apr. | 7. Apr. | 12. Mai | 12. Mai |          | 12. Mai |       |          | 12. Mai |          |
| ----------- | ------ | --------- | ------- | ------- | ------- | ------- | -------- | ------- | ----- | -------- | ------- | -------- |
| Bevölkerung | 12.120 | 14.333 1) | 13.378  | 12.155  | 11.685  | 11.314  | 2.850 2) | 4.491   | 9.341 | 6.409 3) | 4.922   | 4.386 4) |

### Ethnien
88,4 Prozent der Einwohner sind schwarzafrikanischer Abstammung, gefolgt von Mischlingen mit 3,7 und Hispanics mit 3 Prozent (alle Angaben Stand 2011).

## Geschichte

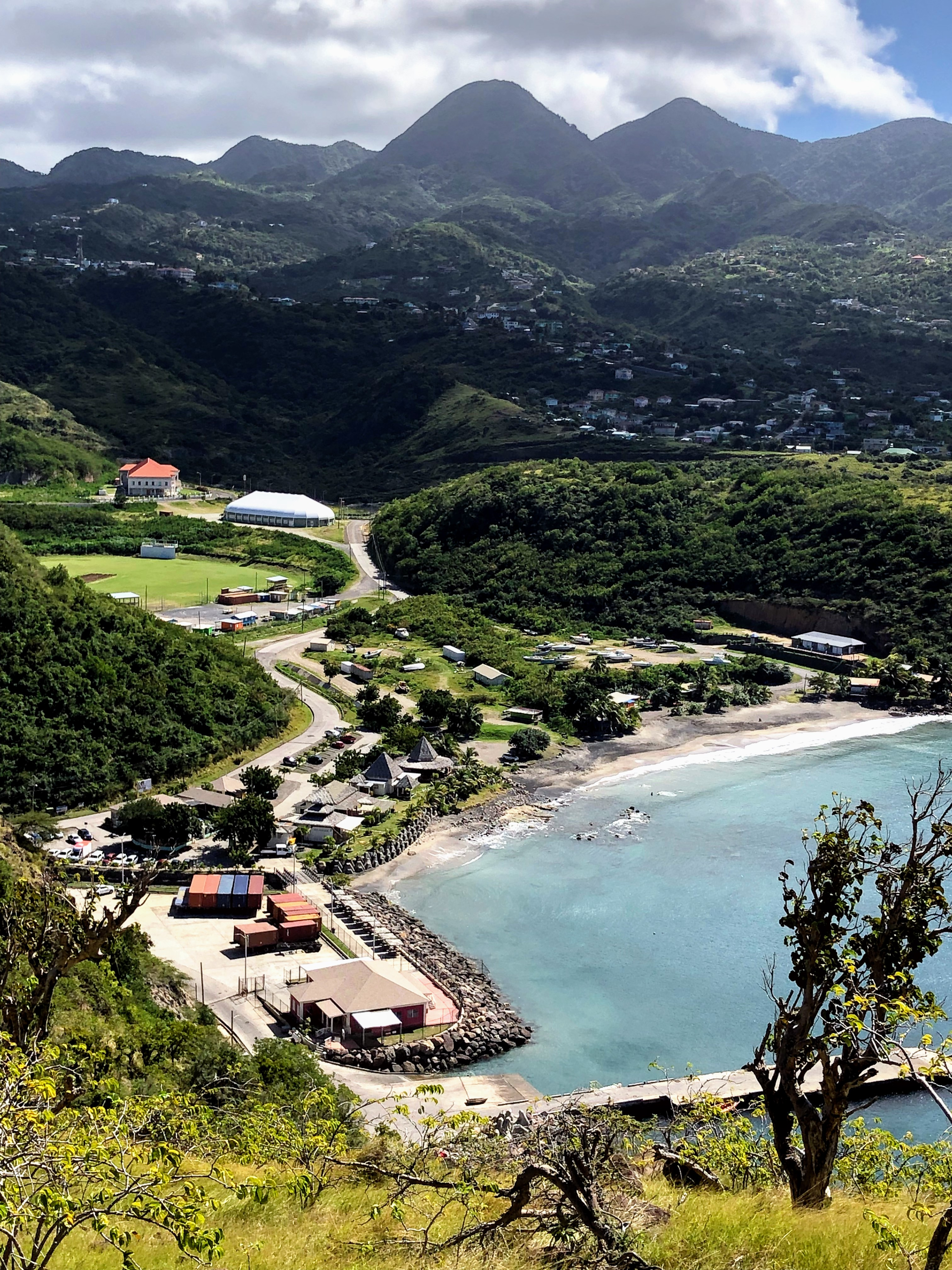
Little Bay, Montserrat

Montserrat ist seit etwa 7000 Jahren besiedelt. Ab 400 v. Chr. wanderten Arawak ein, die bis zur europäischen Landnahme die Bevölkerungsmehrheit stellten. Im 15. Jahrhundert wurden sie von den kriegerischen Kariben unterworfen. Die Kultur der Arawak blieb jedoch dominant. 2016 konnten die ersten Petroglyphen auf der Insel entdeckt werden, deren Alter von Experten auf 1000 bis 1500 Jahre geschätzt wird. Weitere Untersuchungen sollen den Entstehungszeitpunkt genauer bestimmen und die mögliche Bedeutung der Zeichen klären.
Christoph Kolumbus sichtete als erster Europäer die Insel am 3. November 1493 und nahm sie unter dem Namen Santa Maria de Montserrat, nach dem bekannten Kloster Montserrat im gleichnamigen Gebirge in Katalonien (Spanien), für die spanische Krone in Besitz. Allerdings wurde die Insel Montserrat nie von Spaniern besiedelt.
Das Desinteresse der Spanier nutzten die Engländer aus und gründeten 1632 eine erste Siedlung. Die Spannungen zwischen Katholiken und Anglikanern im Mutterland, die in den Englischen Bürgerkrieg mündeten, hatten die Karibik erreicht. Die irischen Bewohner der Nachbarinsel St. Kitts wurden nach Montserrat umgesiedelt. Später kamen irische Einwanderer aus anderen britischen Kolonien Amerikas hinzu. Noch heute ist ein großer Teil der europäischstämmigen Bewohner irischer Abstammung.
1674 bildete Montserrat gemeinsam mit Antigua, St. Kitts und Nevis eine Konföderation englischer Inselkolonien mit gemeinsamem Abgeordnetenhaus unter dem Gouverneur William Stapleton.
Die Siedler bauten Tabak, Zuckerrohr und Baumwolle an. Für die Arbeit auf den Feldern wurden westafrikanische Sklaven eingeführt. Deren Nachkommen bilden heute die Bevölkerungsmehrheit. 1838 wurde die Sklaverei abgeschafft.
Von 1871 bis 1956 gehörte Montserrat zur Federal Colony of the Leeward Islands, 1958 wurde es Mitglied der Westindischen Föderation. Nach Auflösung der Föderation 1962 entschieden sich die Inselbewohner in einer Abstimmung dafür, wieder britische Kronkolonie zu werden. Seit 1946 steht das Territorium auf der UN-Liste der Hoheitsgebiete ohne Selbstregierung.
Im September 1989 wurde die Insel von Hurrikan Hugo mit voller Wucht getroffen und stark zerstört.
Ein Großteil der Insel wurde durch eine Reihe von Ausbrüchen des Vulkans Soufrière Hills, die am 18. Juli 1995 begannen, verwüstet. Davon betroffen war auch der einzige Flughafen Montserrats. 75 Prozent der Bevölkerung flohen von der Insel. Die Hauptstadt Plymouth wurde 1997 wegen der Vulkanausbrüche offiziell aufgegeben. Ein Übergangsregierungssitz wurde in Brades am nordwestlichen Ende der Insel eingerichtet.
Im Februar 2005 wurde der Terminal des neuen Flughafens John A. Osborne auf der Nordhälfte der Insel von Prinzessin Anne eingeweiht; am 11. Juli 2005 wurde der Flughafen offiziell in Betrieb genommen. In Little Bay ist eine neue Hauptstadt in Bau.

## Politik
Montserrat ist ein Britisches Überseegebiet auf Grundlage der Verfassung aus dem Jahr 2010.

### Legislative
Das Parlament, die gesetzgebende Versammlung (Legislative Assembly), besteht aus 11 Mitgliedern. Wahlberechtigt (aktives Wahlrecht) sind Inselbürger ab 21 Jahren. Wählbar (passives Wahlrecht) sind Bürger, die auf Montserrat geboren wurden oder einen Elternteil oder Großelternteil haben, auf den dies zutrifft.

### Exekutive
Staatsoberhaupt ist der britische König Charles III. Er wird vertreten durch einen Gouverneur. Regierungschef der Insel ist der Premier von Montserrat, der Mitglied des Parlaments sein muss und vom Gouverneur ernannt wird, wenn er die Mehrheit des Parlaments hinter sich hat. Der Premier steht dem Kabinett vor, das aus drei weiteren Ministern sowie qua Amt dem Generalstaatsanwalt und dem „Financial Secretary“ besteht. Dem Kabinett unterstehen die Behörden der Insel.

### Judikative
Die höchste juristische Instanz für Antigua und Barbuda ist der Privy Council in London. In der regionalen Gerichtsbarkeit teilen sich das Land mit acht benachbarten Inselstaaten seit 1967 einen gemeinsamen Gerichtshof, den Eastern Caribbean Supreme Court mit Sitz in Castries in St. Lucia. Er besteht aus dem Obersten Gerichtshof (High Court of Justice), das u. a. Verfassungs- und Menschenrechtsfragen behandelt, sowie dem Berufungsgericht (Court of Appeal). Gebildet wird er aus einem vorsitzenden Richter (chief justice) und vier Berufungsrichtern (justices of appeal) am Hauptsitz sowie 19 Obersten Richtern (High Court judges), die in den neun Mitgliedstaaten residieren. Auf örtlicher Ebene bestehen die untersten Gerichte (magistrates’ courts), die einfache Fälle verhandeln.

### Verwaltungsgliederung

St. Peter (rot), St. Georges (grün), St. Anthony (türkis)

Montserrat besteht aus drei Verwaltungsgemeinden (parishes):
| Parish      | Lage       | Hauptort | Fläche (km²) | Bevölkerung Volkszählung | Bevölkerung Volkszählung |
| Parish      | Lage       | Hauptort | Fläche (km²) | 9. Apr. 1946             | 5. Mai 2011              |
| ----------- | ---------- | -------- | ------------ | ------------------------ | ------------------------ |
| St. Peter   | Nordwesten | …        | 38,0         | 4.411                    | 4.922                    |
| St. Georges | Osten      | …        | 28,3         | 3.882                    | 0                        |
| St. Anthony | Süden      | Plymouth | 35,7         | 6.040                    | 0                        |
| Montserrat  | Montserrat | Plymouth | 102,0        | 14.333                   | 4.922                    |

Die Gemeinden im Osten und Süden liegen in den Sperrzonen, die nach dem Ausbruch des Vulkans Soufrière Hills eingerichtet wurden, und bestehen nur noch de jure. Die gesamte Bevölkerung konzentriert sich im Parish of Saint Peter im Nordwesten der Insel, wo auch der vorläufige Regierungssitz Brades liegt.
Ursprünglich gab es noch eine vierte Parish St. Patrick (heute Ostteil von St. Anthony).

### Außenpolitik
Montserrat ist Mitglied der Karibischen Gemeinschaft und der Organisation Ostkaribischer Staaten. Montserrat gehört zu den Trägern der University of the West Indies.

### Sicherheitspolitik
Die Verteidigung der Insel ist Aufgabe der britischen Streitkräfte. Montserrat unterhält mit der 1899 gegründeten Royal Montserrat Defence Force eine um die 20 Soldaten umfassende Freiwilligentruppe, die vor allem zeremonielle Aufgaben wahrnimmt.

## Wirtschaft
Die Wirtschaft Montserrats wurde von den Vulkanausbrüchen ab 1995 hart getroffen. Das nominale Bruttoinlandsprodukt, das 1994 bei etwa 73 Mio. US-Dollar gelegen hatte, sank bis 2001 auf weniger als die Hälfte dieses Werts. 2018 betrug das BIP nominal etwa 62 Mio. US-Dollar. Die öffentliche Verwaltung generiert etwa ein Drittel der gesamten Wertschöpfung. Aufstrebende Wirtschaftszweige sind geothermische und Solarenergie.
| Wirtschaftsdaten Montserrat | Wirtschaftsdaten Montserrat    | Wirtschaftsdaten Montserrat                | Wirtschaftsdaten Montserrat         | Wirtschaftsdaten Montserrat | Wirtschaftsdaten Montserrat | Wirtschaftsdaten Montserrat |
| Parameter                   | Primärer Sektor (Urproduktion) | Sekundärer Sektor (Verarbeitendes Gewerbe) | Tertiärer Sektor (Dienstleistungen) | Gesamt                      | Bezugsjahr                  | Quelle                      |
| --------------------------- | ------------------------------ | ------------------------------------------ | ----------------------------------- | --------------------------- | --------------------------- | --------------------------- |
| Anteil am BIP               | 1,9 %                          | 7,8 %                                      | 90,3 %                              | 167,4 Mio. (USD) (2011)     | 2017                        | [ 36 ]                      |
| Anteil an Erwerbstätigen    | NA                             | NA                                         | NA                                  | NA                          |                             |                             |

### Verkehr
Es herrscht Linksverkehr.
Montserrat war nach der Zerstörung des W. H. Bramble Airport durch den Ausbruch der Soufrière Hills 1997 nur noch per Schiff oder Helikopter erreichbar, bis am 11. Juli 2005 der für ungefähr 18,5 Mio. US$ neu erbaute Flughafen John A. Osborne im Norden der Insel eröffnet wurde.

## Kultur

### Feiertage und bedeutende Daten

#### 17. September
Der 17. September ist für die Bewohner Montserrats verbunden mit drei Katastrophen:
- Am 17. September 1965 zerschellte eine Boeing 707 auf dem Flug 292 der US-amerikanischen Fluggesellschaft Pan Am auf dem Weg von Martinique nach Antigua am Chances Peak. Dabei fanden 30 Menschen den Tod.[38]
- Am 17. September 1989 traf Hurrikan Hugo die Insel mit voller Wucht, tötete 10 Bewohner und zerstörte 90 Prozent der Behausungen auf Montserrat. Die von ihm verursachten Schäden beliefen sich auf mindestens 260 Mio. US$.
- Am 17. September 1996 ereignete sich die erste wirklich zerstörerische Explosion der neuzeitlichen Ausbruchsserie des Vulkans Soufrière Hills. Bei einem Domkollaps wurden große Mengen von Bims- und Gesteinsbrocken eruptiert.

### Musik
In den 1980er Jahren befand sich auf Montserrat die Zweigstelle der Air Studios des früheren Beatles-Produzenten George Martin, der zeitweise auf Montserrat lebte. In den Studios nahmen renommierte Musiker berühmte Alben auf, so z. B. die Dire Straits, The Police, Orchestral Manoeuvres in the Dark, Paul McCartney oder Phil Collins. Viele dieser Künstler nahmen am 15. September 1997 in der Londoner Royal Albert Hall am Benefizkonzert Music for Montserrat zugunsten der Insel teil. Nach der Zerstörung durch Hurricane Hugo 1989 wurde die Zweigstelle nach London (Lyndhurst Hall) verlegt.
Der 1954 auf Montserrat geborene Musiker Arrow (eigentlich Alphonsus Celestine Edmund Cassell) nahm 1983 den Song Hot Hot Hot auf, der zur heimlichen Nationalhymne von Montserrat wurde.
Ian Anderson, Frontmann der Band Jethro Tull, verarbeitete Ereignisse in Montserrat im gleichnamigen Song auf seinem dritten Soloalbum („Secret language of birds“).

### Sport
Cricket ist die beliebteste Sportart auf Montserrat. Montserrat ist eines der Gebiete, das mit anderen Karibikstaaten das West Indies Cricket Team bildet, eine der „Nationalmannschaften“ im internationalen Cricket im Test Cricket, der angesehensten Form dieses Sports. Das West Indies Cricket Team nahm an beinahe jedem Cricket World Cup teil, gewann die ersten beiden Austragungen 1975 und 1979 und verpasste lediglich das Turnier 2023. Außerdem gewannen sie den Men’s T20 World Cup zweimal (2012 und 2016) sowie je einmal die Champions Trophy (2004) und die U19-Cricket-Weltmeisterschaft (2016).
Montserrat ist eigenständiges Mitglied der FIFA und der CONCACAF und nimmt mit einer Fußballnationalmannschaft an deren Wettbewerben teil. Meist kann die Nationalmannschaft die Spiele jedoch nicht für sich entscheiden und hat in der Vergangenheit schon häufiger zweistellig gegen die Nationalmannschaften der Nachbarinseln verloren. Entsprechend ist Montserrat in der FIFA-Weltrangliste meistens auf einer der letzten Positionen vorzufinden. Ein Porträt des Fußballs auf Montserrat bietet der Dokumentarfilm The Other Final. Er schildert das im Jahre 2002 parallel zum WM-Finale stattfindende Länderspiel gegen die bhutanische Fußballnationalmannschaft, den damaligen Vorletzten der FIFA-Weltrangliste. Montserrat verlor das Spiel in Bhutan mit 0:4.